# وادي الزرقاء (تونس)

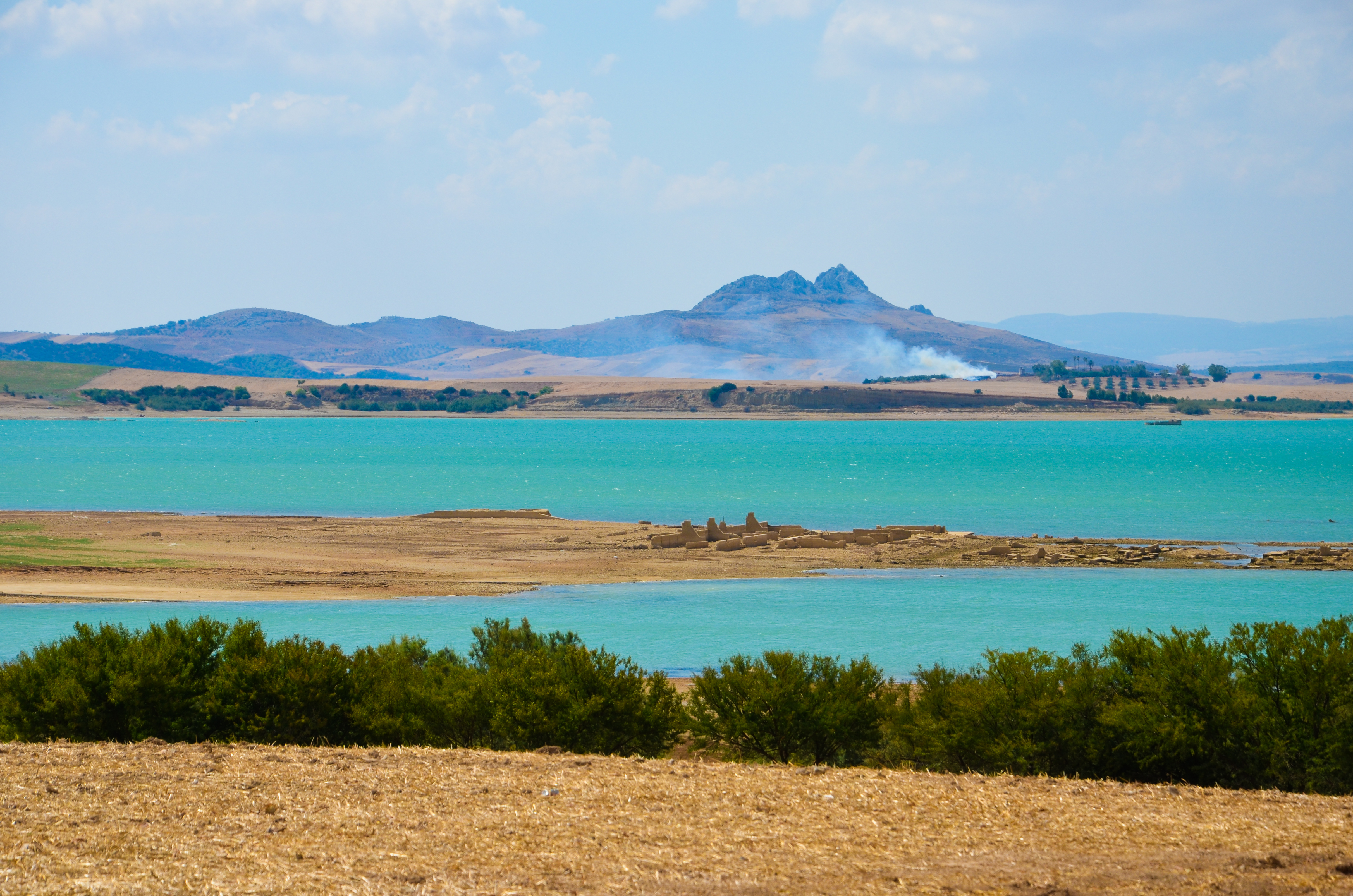
وادي الزرقاء

وادي الزرقاء قرية تونسية تقع على الطريق الوطنية رقم 6، شمال غربي مدينة مجاز الباب وجنوب شرقي مدينة باجة، وهي تابعة إداريًا لولاية باجة. توجد بها مناطق طبيعية خلابة خاصة على ضفاف وادي الزرقاء.

### مواضيع ذات علاقة
- ولاية باجة.

1. ↑  "المناطق الترابية (العمادات) حسب الولايات والمعتمديات". اطلع عليه بتاريخ 2024-11-30.